# Гробница Вашингтона (Капитолий США)

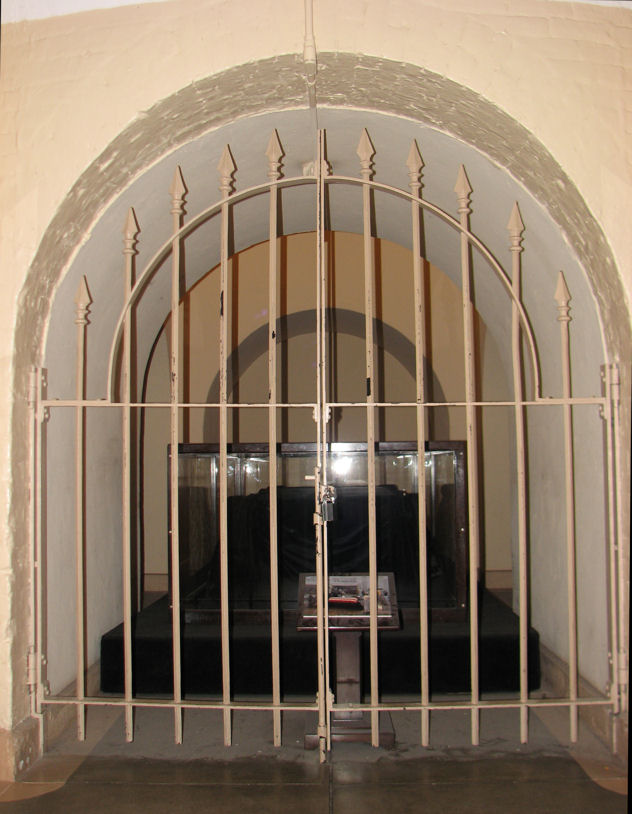
Могила Вашингтона с катафалком Линкольна, 2007 г.

Гробница Вашингтона — это пустая погребальная камера, расположенная двумя этажами ниже Ротонды Капитолия Соединённых Штатов в Вашингтоне. Она была задумана ещё на этапе проектирования здания Уильямом Торнтоном и предназначалась для захоронения тела Джорджа Вашингтона, первого президента Соединённых Штатов. По замыслу автора, центральный стеклянный пол Ротонды и крипты под ней должен был обеспечивать публике возможность увидеть гробницу Вашингтона, расположенную двумя этажами ниже. Однако эта задумка так и не была реализована.
Когда Вашингтон умер в 1799 году, Капитолий был ещё в процессе строительства. Обе палаты Конгресса приняли резолюцию, в которой призвали похоронить его в Капитолии после завершения строительства. Его жена, Марта Вашингтон, согласилась с этим решением, несмотря на то, что в завещании мужа было указано, что он должен быть похоронен в Маунт-Верноне. Однако первоначальный план так и не был осуществлён из-за споров о дизайне и стоимости гробницы. Тело Вашингтона было помещено во временную гробницу в Маунт-Вернон. Конгресс вновь пытался решить эти вопросы в 1800, 1816, 1824 и 1829 годах, когда архитектор Капитолия подготовил планы гробницы в преддверии приближающегося столетия со дня рождения Вашингтона.
В 1830 году Конгресс вновь призвал перенести тело Джорджа Вашингтона в Капитолий после того, как в 1830-м была предпринята попытка украсть его голову. Это событие стало причиной осквернения гробницы и нескольких останков родственников Вашингтона, которые находились в Маунт-Верноне. Джон Вашингтон, нынешний владелец поместья, решил построить на этом месте новую, более безопасную гробницу.
Ранее в гробнице хранился и выставлялся катафалк Линкольна. В настоящее время он хранится в специально построенном выставочном зале Центра посетителей Капитолия.